# Karlingberg
Karlingberg ist eine Ortschaft im Bezirk Perg Unteren Mühlviertel in Oberösterreich, die sich über die drei Katastralgemeinden und von 1850 bis 1937 selbständigen politischen Gemeinden Marktgemeinde Perg, Pergkirchen und Altenburg erstreckt.
Seit den Gemeindezusammenlegungen im Jahr 1938 ist der in Altenburg gelegene Teil von Karlingberg eine Ortschaft der Gemeinde Windhaag bei Perg. Die in der Katastral- und ehemaligen Ortsgemeinde Pergkirchen gelegenen Teile von Karlingberg gehören seit 1938 zu Perg und bilden heute gemeinsam mit den zur Katastral- und ehemaligen Marktgemeinde Perg gehörenden Teilen der Ortschaft Karlingberg einen Stadtteil von Perg.
In der Ortschaft befindet sich der Sitz des fünftgrößten österreichischen Baukonzerns Habau.

## Geographie
Die Siedlung östlich und nordöstlich des Perger Stadtzentrums erstreckt sich von der Greiner Straße am Nordrand des Machlands (ehemals Donau Straße) auf etwa 250 m ü. A. entlang der ehemaligen L 1423 (Münzbacher Bezirksstraße) bis zur Südkante des österreichischen Granit- und Gneishochlands auf etwa 330 m ü. A. Aus geologischer und geomorphologischer Sicht sowie unter Aspekten der Raumnutzung gehört Karlingberg zur oberösterreichischen Raumeinheit Südliche Mühlviertler Randlagen.
Zum Ortschaftsgebiet gehört in der Katastralgemeinde Pergkirchen auch die in den 1980er Jahren entstandenen Poschachersiedlung auf ehemaligen Grundstücken der Familie Poschacher. Östlich davon verläuft die in den 2000er-Jahren errichtete neue Trasse der L 1423 als Teil der Ostumfahrung von Perg (auch Münzbacher Zubringer genannt). Diese verfügt aus Gründen des Naturschutzes über eine Tunnelkette mit drei Unterflurpassagen (zwei je 100 Meter und einer 200 Meter lang), die als Grünbrücken fungieren.
Der nahe Ort Pasching ist um einen abgekommener Herrensitz entstanden, wird statistisch in Perg zu Lehenbrunn und in Windhaag zur Ortschaft (Adressbereich) Karlingberg gerechnet, und ist mit Ortstafeln Karlingberg-Lehenbrunn ausgestattet.
Richterhof und Karlingbergergut sowie einige weitere Häuser von Karlingberg gehörten von jeher zum Markt Perg, wobei die Grenze zu Pergkirchen die nach Norden führende Straße, der „Alte Ziehberg“, bildete.
Die Gemeindegrenze zwischen Perg und Windhaag verläuft, von der Ortschaft Kuchlmühle im Naarntal kommend, entlang der ehemaligen L 1423 Richtung Nordosten, sodass die Ortschaft in vormals drei bzw. heute zwei Gemeinden fällt. Sie umfasst knapp 100 Gebäude mit etwa 350 Einwohnern, je zur Hälfte in den beiden Gemeinden. In dem zu Perg gehörige Teil der Ortschaft wohnen 177 Personen (Volkszählung 2001) bzw. 204 Personen (Volkszählung 2011). In dem zu Windhaag gehörigen Teil der Ortschaft wohnen 168 Personen (Volkszählung 2001) bzw. 172 Personen (Volkszählung 2011).
Die eigentümliche Grenzziehung innerhalb der Ortschaft Karlingberg wird durch zwei noch vorhandene Burgfriedsteine des Marktes Perg dokumentiert, wovon sich einer in der Ortschaft an der Grenze zwischen Perg und Pergkirchen in der Greiner Straße Nr. 9 befindet. Der zweite Burgfriedstein innerhalb der Ortschaft Karlingberg steht an der Abzweigung der Verbindungsstraße von der L 1423 Richtung Naarntal, wo Pergkirchen, Perg und Altenburg einen gemeinsamen Grenzpunkt haben.

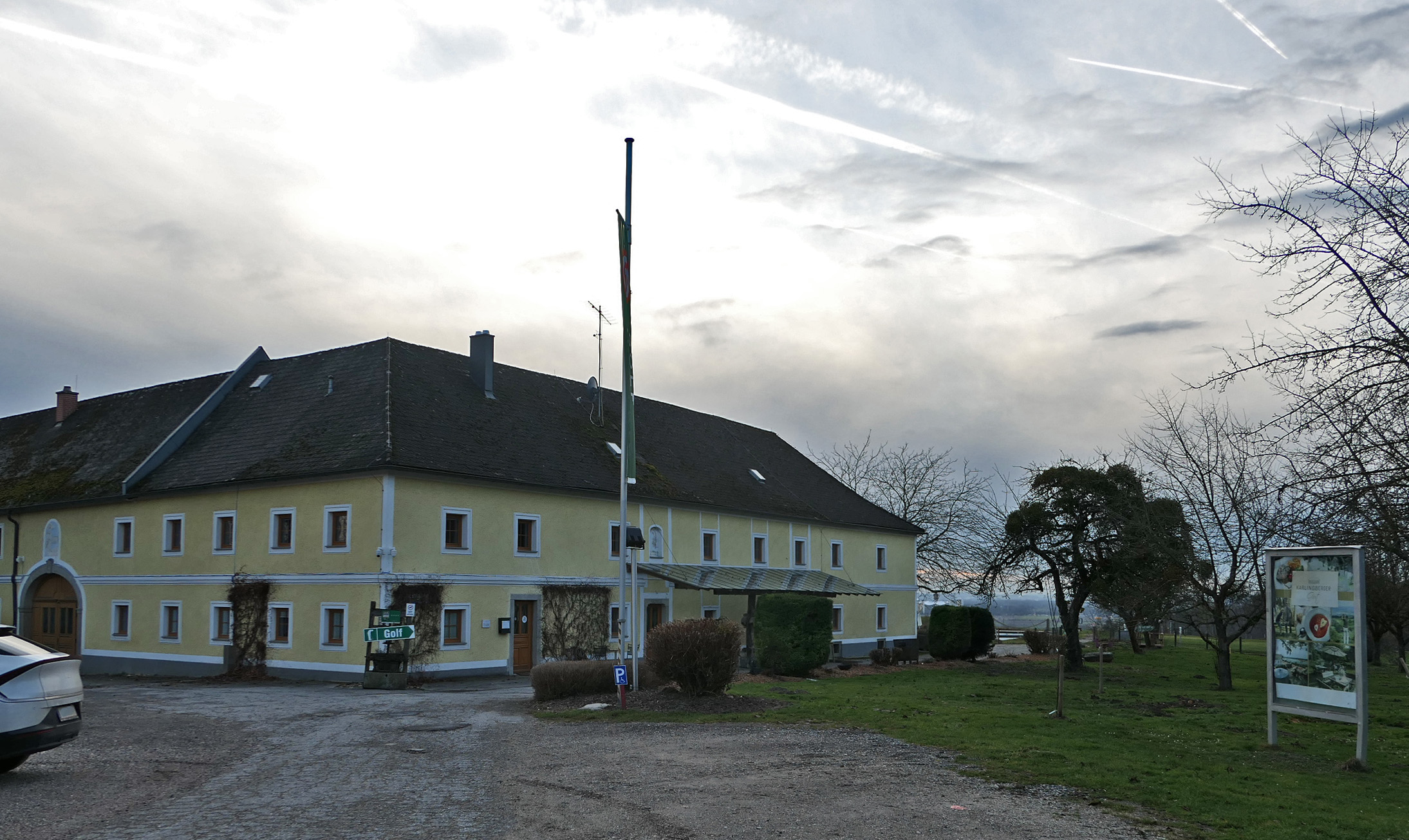
Gehöft Karlingberger. Golfclub Perg
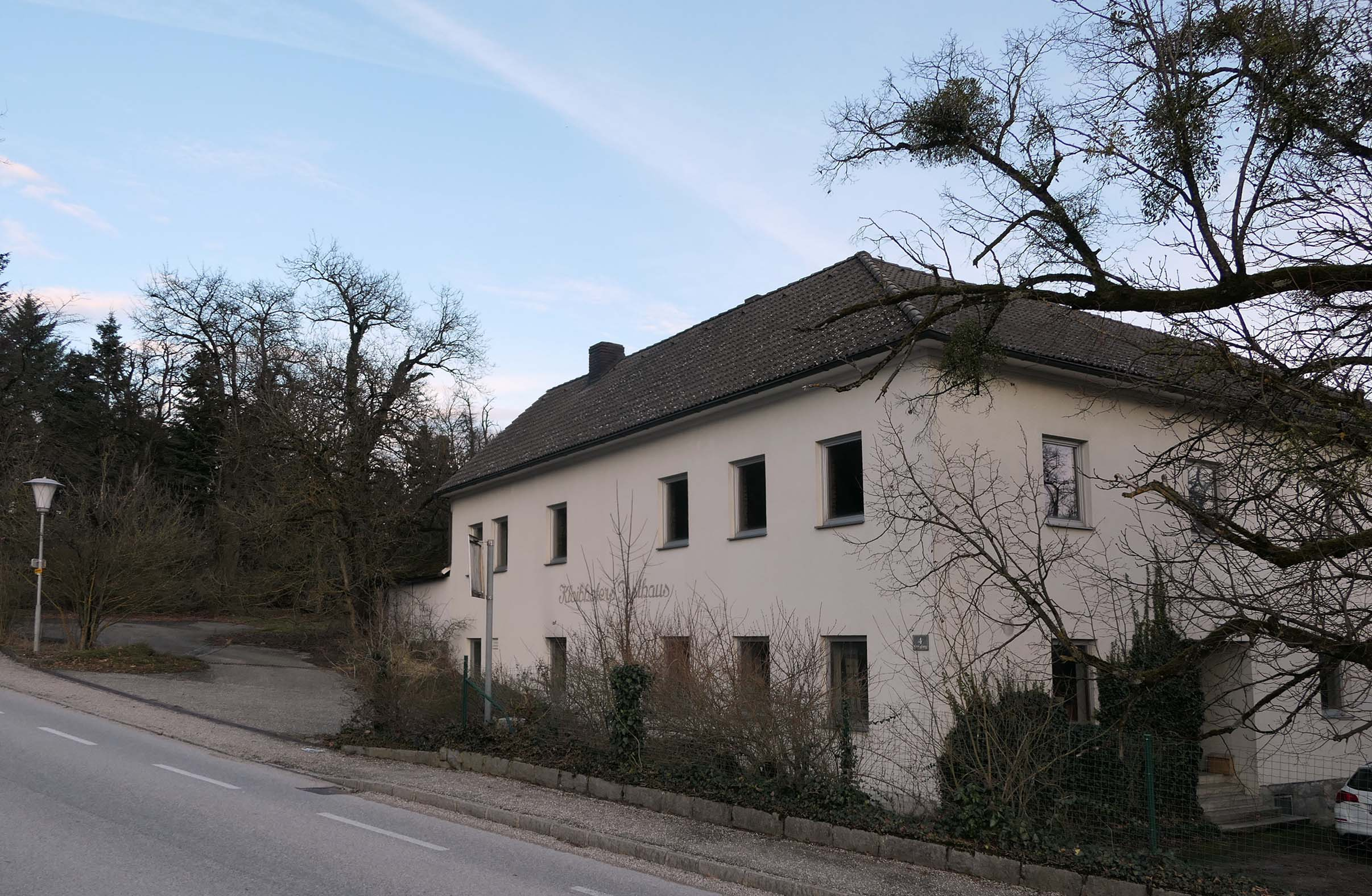
Gasthaus Kloibhofer (geschlossen)
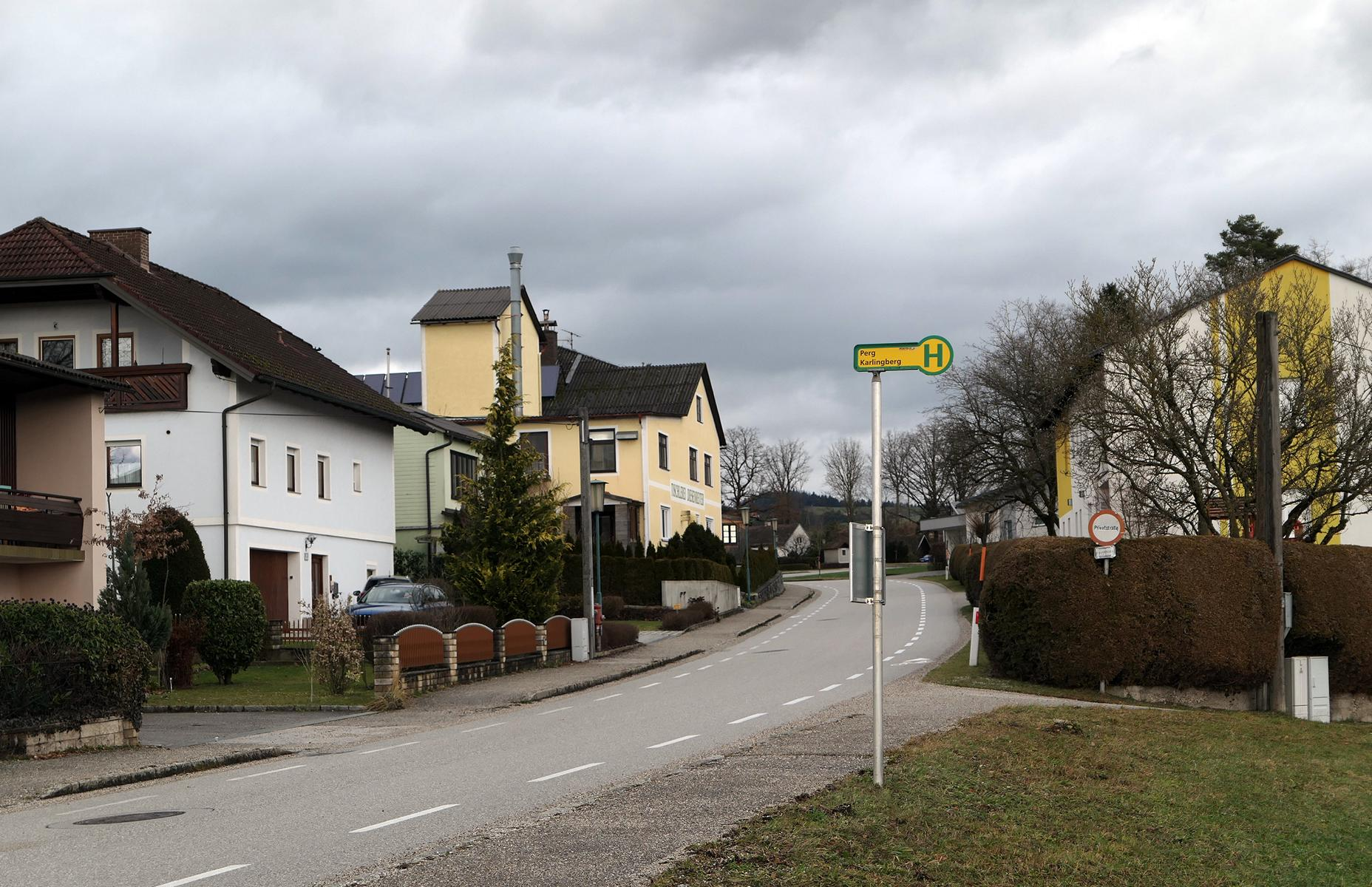
Straße nach Münzbach
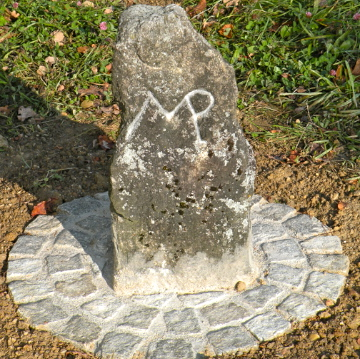
Burgfriedstein in Karlingberg. Dort, wo die Katastralgemeinden Altenburg, Perg und Pergkirchen aufeinandertreffen (MP steht für Markt Perg)
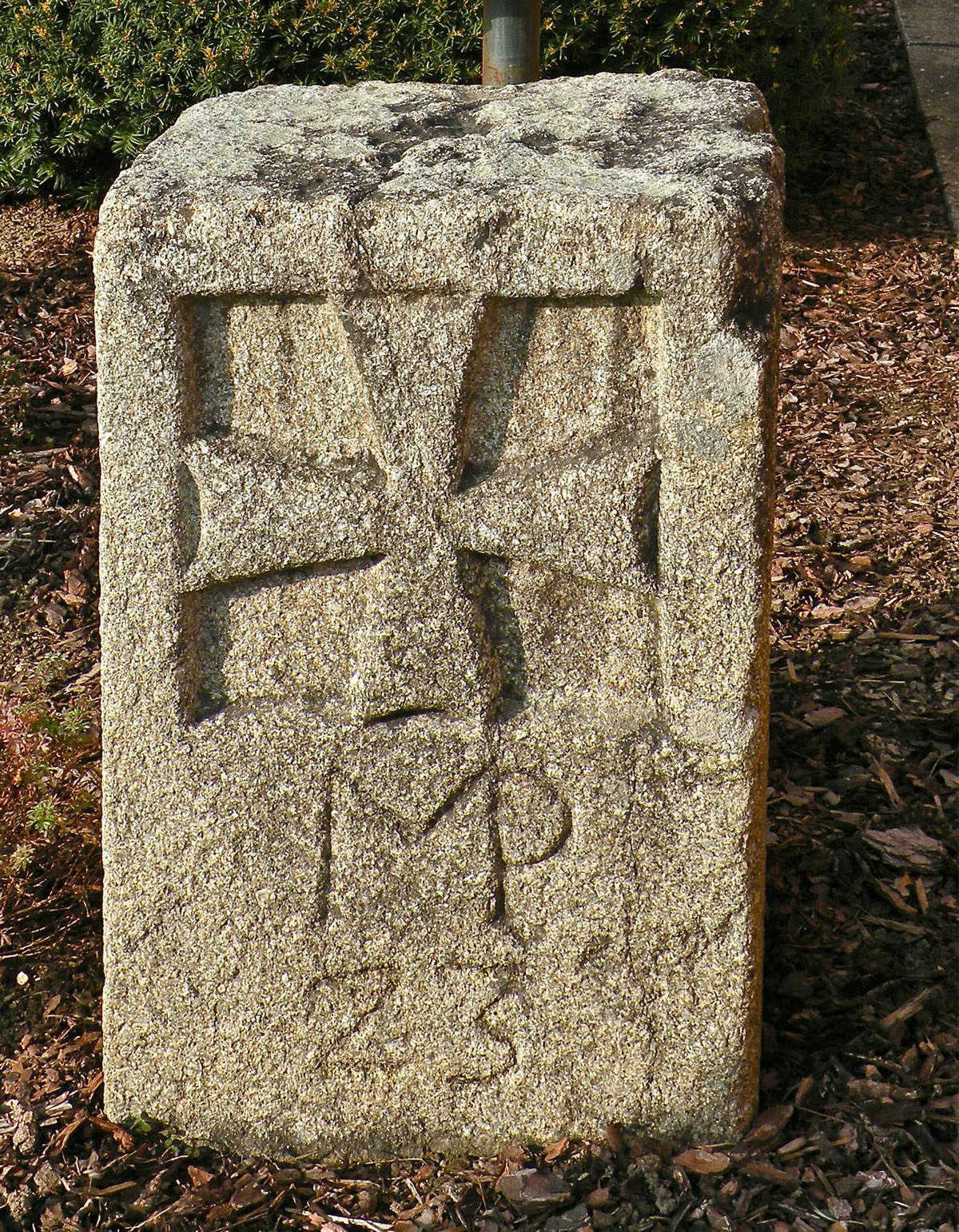
Burgfriedstein in Karlingberg. Dort, wo die Katastralgemeinden Perg und Pergkirchen aufeinandertreffen (MP steht für Markt Perg)

| Nachbarortschaften/Orte \| Judenleiten (Gem. Allerheiligen i.Mkr.) \| Hochtor (Gem. Windhaag b.P.) \| Pragtal (Gem. Windhaag b.P.) \| \| Lanzenberg (Gem. Perg) \| \| Lehenbrunn (Gem. Perg) \| \| Perg (Stadtzentrum) \| \| Mitterberg (Gem. Perg) \| |                                             |                              |
| Judenleiten (Gem. Allerheiligen i.Mkr.) | Hochtor (Gem. Windhaag b.P.)                | Pragtal (Gem. Windhaag b.P.) |
| Lanzenberg (Gem. Perg) | Kompassrose, die auf Nachbargemeinden zeigt | Lehenbrunn (Gem. Perg)       |
| Perg (Stadtzentrum) |                                             | Mitterberg (Gem. Perg)       |